# Mitzach
Mitzach là một xã ở tỉnh Haut-Rhin trong vùng Grand Est ở đông bắc Pháp. Xã này có diện tích 6,41 km², dân số năm 1999 là 424 người. Khu vực này có độ cao 440 mét trên mực nước biển.